# Чури Урдин
«Чури Урдин» — испанский хоккейный клуб из города Доностия-Сан-Себастьян. Выступает в Испанской хоккейной суперлиге. Основан в 1972 году как секция в структуре футбольного клуба «Реал Сосьедад». Домашний стадион клуба — Чури Урдин Ледовая Арена.

## Достижения клуба
- Испанская хоккейная суперлига
  - Победители (16) : 1972, 1973, 1974, 1975, 1976, 1980, 1985, 1990, 1992, 1993, 1995, 1999, 2000, 2017, 2018, 2019.

- Кубок Короля Испании по хоккею
  - Обладатели (10) : 1973, 1974, 1975, 1979, 1980, 1990, 1991, 1994, 2000, 2016.